# Oxholm (herregård)
 For alternative betydninger, se Oxholm. (Se også artikler, som begynder med Oxholm)
Oxholm (også Oksholm) er opstået af det gamle Ø Nonnekloster, stiftet ca. 1175, men nævnes første gang i 1268 i et gammelt dokument hidrørende fra Børglum-bispen Tyge, der antagelig selv har været fra Øland. Gården ligger i Øland Sogn, Øster Han Herred, Jammerbugt Kommune.
Omkring 1573 ændrede Frants Banner herregårdens navn til Oxholm til ære for sin hustru Anne Oxe og hendes slægt.
Oxholm Gods er på 752 hektar med Hvolgård.
I 1678 var der birketing på gården.

## Ejere af Oksholm
- (1175-1536) Benediktiner-nonnekloster under Børglum Bispen
- 1536 Kronen
- 1542 Knud Henriksen Gyldenstierne
- 1559 Erik Eriksen Lykke til Skovgaard
- 1566 Josias Qvalen
- 1571 Axel Knudsen Gyldenstierne til Tim
- 1573 Frants Banner til Kokkedal
- 1575 Anne Johansdatter Oxe gift Banner – Godset får navnet Oxholm
- (1581-1587) Henrik Lykke
- 1601 Karen Banner til Gisselfeldt og Ellen Banner
- (1587-1611) Jørgen Thaube Due
- (1611-1620) Frands Jørgensen Due
- 1620 Palle Rodsteen til Hørbylund
- 1620 Georg (Jørgen) Ernst Worm til Vaar og Ørndrup
- 1623 Iver Jørgensen Friis og Dorete Budde
- (1623-1631) Dorete Budde og Jørgen Iversen Friis
- (1631-1638) Karen Iversdatter Friis gift Seefeld
- 1638 Dorete Budde – Henrik Sandberg – Knud Seefeld
- Knud Knudsen Seefeld til Bjørnkær
- (1667-1668) Mads Povlsen
- (1668-1696) Hans Friedrich von Levetzow til Restrup
- (1696-1719) Theodosius von Levetzow
- (1719-1729) Anne Margrethe von Brockdorff gift Levetzow
- (1729-1763) Hans Frederik von Levetzau
- (1763-1795) Sophie von Eyndten gift Levetzow
- (1795-1796) Albret Phillip Hansen Levetzow
- (1796-1797) Søren Hillerup til Asdal
- (1797-1799) Ole Jensen Tønder Lange til Bratskov / Hans Hansen / Jacob Bregendahl
- (1799-1814) Ole Jensen Tønder Lange
- (1814-1826) Sophus Peter Frederik Skeel
- (1826-1831) Niels Christian Rasch
- (1831-1832) Enke Fru Rasch gift Nielsen
- (1832-1847) Hans Peter Nielsen
- (1847-1852) Agent Nicolaj Nyholm til Dueholm
- (1852-1860) Carl Julius Sønnichsen
- (1860-1865) Carl Friederich Heinrich Goedecke
- (1865-1869) Henry Johan Jacob Louis Jensen Bruun de Neergaard
- (1869-1887) Claudine Caroline Elisabeth Skeel gift Bruun de Neergaard
- (1887-1906) Otto Skeel
- (1906-1916) Henrik greve Bille-Brahe-Selby
- (1916-1918) Hans Niels Iversen Andersen
- (1918-1961) Sigurd Hansen Andersen
- (1961-1962) Vera Alfredsdatter Blom gift Andersen
- (1962-1968) Frode Hansen
- (1968-1998) Steen Pedersen Glarborg
- (1998-) Kirsten Vibeke Frodesdatter Hansen gift Glarborg